# Sue Campbell, Baroness Campbell of Loughborough
Susan Catherine „Sue“ Campbell, Baroness Campbell of Loughborough DBE (* 10. Oktober 1948) ist eine britische Sportadministratorin und Life Peeress.
Sie war von 1995 bis 2005 Geschäftsführerin des Your Sports Trust.
Sie wurde am 10. November 2008 als Baroness Campbell of Loughborough, of Loughborough in the County of Leicestershire zum Life Peer erhoben. Im House of Lords gehört sie der Fraktion der Crossbencher an. Ihre Antrittsrede hielt sie am 18. Juni 2009. An Abstimmungen nimmt sie dort nur sehr sporadisch teil.
Sie wurde 1991 als Member des Order of the British Empire, 2003 als Commander des Order of the British Empire und 2020 als Dame Commander des Order of the British Empire ausgezeichnet.